# Danska ženska softbolska reprezentacija
Danska ženska softbolska reprezentacija predstavlja državu Dansku u športu softbolu.
Krovna organizacija: Dansk Baseball Softball Forbund

## Postave

### EP 2007.
Lorenzen, Schwartz, C. Nilsen, Cha. Darlov, C. Rydahl Nielsen, 
Ostergaard, Chr. Darlov, Karlsen, Frost Eriksen, Lauridsen, John, Iversen, Rasmussen, Enoch, Mayland Sorensen, Jacobsen, Terp, Dam, Nihoj, Mortensen Orskov, Kragh, Sonderdahl, Mahler, Elm
Trener: Pavel Masek

## Nastupi na EP
- Rovereto 1979.: nisu sudjelovale
- Haarlem 1981.: nisu sudjelovale
- Parma 1983.: nisu sudjelovale
- Antwerpen/Anvers 1984.: 6.
- Antwerpen/Anvers 1986.: 4.
- Hørsholm 1988.: 7.
- Genova 1990.: 7.
- Bussum 1992.: 4.
- Settimo Torinese 1995.: 8.
- divizija "A", Prag 1997.: 4.
- divizija "A", Antwerpen 1999.: 7.
- divizija "A", Prag 2001.: 7.
- divizija "A", Saronno, Italija 2003.: nisu sudjelovale
- divizija "B", Prag 2005.: 9.
- divizija "B", Zagreb 2007.:

## Vanjske poveznice
- Postava na EP 2007.  Arhivirana inačica izvorne stranice od 19. kolovoza 2007. (Wayback Machine)
- Danski softbolaški savez  Arhivirana inačica izvorne stranice od 16. srpnja 2007. (Wayback Machine)